# Guaçu Piteri
Antônio Guaçu Dinaer Piteri (Pindorama, 6 de abril de 1935 — Osasco, 6 de junho de 2021) foi um engenheiro agrônomo, político, professor, sociólogo e escritor brasileiro, sendo líder regional do antigo MDB. Era filiado ao Cidadania, legenda da qual foi presidente do Diretório Municipal em Osasco.

## História

### Formação
Nascido em Pindorama, ingressou na Escola Superior de Agricultura Luiz de Queiroz, onde foi presidente do Centro Acadêmico Luiz de Queiróz no biênio 1958-1959. Após formar-se em 1959 realizou mestrado em sociologia rural pela Universidade de Cornell, Estados Unidos. Ao retornar dos Estados Unidos, ingressou no Instituto Brasileiro de Reforma Agrária, onde atuou como engenheiro agrônomo até ingressar na política. Em 1964 foi eleito 3º vice-presidente da Sociedade Paulista de Agronomia para o biênio 1964-65.

### Política
Após participar da campanha pela emancipação de Osasco, sendo janista, ingressou no recém criado Movimento Democrático Brasileiro (1966) (responsável pela oposição à Ditadura militar brasileira) e concorreu ao cargo de prefeito em 1966 ao lado de Guido Colino.

### Prefeitura (1º mandato)
O primeiro mandato de Piteri foi conturbado por conta da grande greve de abril de 1968, que paralisou cerca de 22 mil trabalhadores de Osasco e São Paulo. Iniciada na Cobrasma por José Ibrahim (presidente do sindicato dos metalúrgicos de Osasco), a greve se espalhou para as demais empresas da região por meio do foquismo. A situação saiu do controle das autoridades policiais e o governo ditatorial enviou tropas do regimento de infantaria do Exército Brasileiro, sediado em Quitaúna, para enfrentar os grevistas. O governador Abreu Sodré ligou para o prefeito Piteri, o acusou de participar do movimento (meses antes Piteri foi o único prefeito brasileiro que acorreu ao porto de Santos para receber o ex presidente Jânio Quadros que voltara de uma viagem transatlântica, banido pelo regime) e afirmou que, caso a greve não fosse contida pelo prefeito, a cidade poderia sofrer outra intervenção federal com a destituição de Piteri, seu vice e dos vereadores. Piteri se negou a intervir e após violenta repressão do Exército sobre o movimento grevista, a greve foi encerrada e ameaça de intervenção foi afastada. O governo Sodré, no entanto, passou a reter recursos destinados a Osasco naquele ano e obrigou Piteri a ameaçar pedir uma intervenção federal em São Paulo.
Sua obra mais importante foi fundar, com auxilio do Bradesco, a Fundação Instituto Tecnológico de Osasco que abrigava os cursos de Ciências Econômicas e Administrativas e o Conservatório de Música e Dança Villa Lobos.Após 47 anos, a Fundação endividada extinguiu seus cursos superiores. Durante sua gestão também foram construídas e inauguradas dez escolas municipais e o novo pronto-socorro da cidade. 

### Assembleia Legislativa
Ao final do mandato, Piteri concorreu a uma cadeira de deputado estadual nas Eleições estaduais em São Paulo em 1970. Após a apuração dos resultados, Piteri acabou sendo o segundo candidato mais votado do MDB (atrás apenas de Fauze Carlos, ex-secretário estadual de saúde nos governos Jânio Quadros e Carvalho Pinto-e fortemente apoiado por estes- e  irmão do falecido deputado Emílio Carlos), sendo eleito com 28.458 votos (a maioria da cidade de Osasco).
Naquela legislatura a bancada do MDB foi quase totalmente renovada, com 11 dos 16 deputados sendo eleitos pela primeira vez. Nisso, ocorreu um racha onde uma ala defendeu uma reaproximação do governo Natel em prol de verbas para os municípios e outra ala (chamada de ortodoxa) que defendia uma oposição total à ditadura e seus representantes (membros da Arena). Piteri integrou esta última (ao lado de Alberto Goldman) e isso acirrou a situação política de Osasco (bem conhecida por Natel, que fez sua carreira profissional no banco Bradesco cuja sede é localizada na cidade), que atingiu o auge nas eleições municipais de 1972.
No início de seu mandato, Piteri defendeu dois grandes projetos: o de adoção do xadrez como matéria optativa nas escolas do estado e o de proibição da extinção da função de cobrador de ônibus no estado de São Paulo. O projeto de xadrez acabou vetado.
Em 1974 o recém nomeado governador de São Paulo Paulo Egydio Martins cogitou transferir a estatal Ferrovia Paulista S/A (Fepasa) para o governo federal incorporá-la à Rede Ferroviária Federal (RFFSA). Em troca, propôs Martins, a Rede financiaria a construção de uma ponte ligando a malha ferroviária de São Paulo a da futura Ferrovia Norte Brasil no estado de Mato Grosso. Piteri, como líder da bancada do MDB na Assembléia, protestou contra a ideia, propondo a divisão dos custos da obra entre os governos federal e estadual. Ao fim, a proposta de Martins foi abandonada e a Ponte Rodoferroviária Rollemberg-Vuolo foi construída apenas na década de 1990, através de um convênio entre a Fepasa e o governo federal.

#### Eleição municipal de 1972
Em Osasco Piteri começou a enfrentar dissidências no MDB local quando o vereador José Ferreira Batista ameaçou votar pela reprovação das contas de Piteri à frente da prefeitura de Osasco no ano de 1968. Batista argumentou que a reprovação era recomendada pelo Tribunal de Contas do Estado de São Paulo, mas o MDB local alegou infidelidade partidária e conseguiu cassar seu mandato.
O desgaste causado pelas dissidências, que incluiu seu antigo marqueteiro José Arévalo (que acabou indo para a Arena), não impediu Piteri de pleitear e obter a candidatura para prefeito de Osasco na convenção do MDB de junho de 1972.
Para as eleições de 1972, a Arena contou com o apoio da máquina pública estadual e federal, além do apoio do Banco Bradesco (sediado em Osasco), lançando quatro candidatos, entre os quais o jovem advogado e bancário Francisco Rossi. Já o MDB usou a máquina pública municipal, sindicatos e militantes, liderados por Guaçu Piteri e pelo prefeito José Liberatti.
Após uma campanha caótica de Piteri, com acusações de populismo e compra de votos de ambos os lados, a abertura das urnas revelou que Guaçu Piteri (MDB) obteve mais votos que o segundo colocado, Francisco Rossi (Arena). Porém as candidaturas de sublegenda (criadas pela Ditadura para causar divisões internas nos partidos permitidos) derrubaram o MDB local, que recebeu menos votos que a Arena, inclusive em áreas onde o partido de oposição dominava.), a Arena obteve a vitória ao ter mais de 7 mil votos acima do MDB. A derrota abalou temporariamente o MDB de Osasco, vindo de vitórias nas eleições de 1966 e 1969.

### Câmara dos Deputados
Em 1974 Piteri decidiu não concorrer novamente ao cargo na Assembleia, preferindo lançar sua candidatura para deputado federal. Piteri foi eleito  com mais de 83 mil votos. Após assumir o cargo, apresentou proposta para a criação de uma fundação habitacional pública destinada a angariar recursos para a construção de casas populares. O governo federal ignorou a proposta, preferindo financiar a habitação através do Banco Nacional da Habitação.

### Eleição municipal de 1976

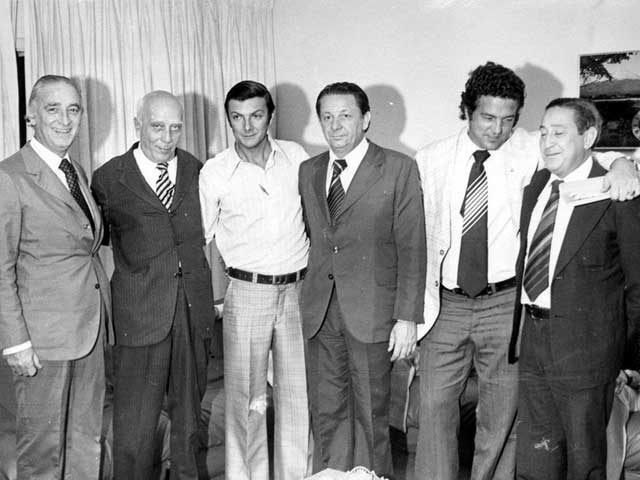
Da esquerda para a direita: Franco Montoro, Ulysses Guimarães, Jair Assaf (vereador de Osasco), Guaçu Piteri (prefeito de Osasco), Jair Sanches (vereador de Osasco) e Reginaldo Valadão (deputado estadual de São Paulo por Osasco), 1978.

Em 1976 o MDB anunciou que Piteri deixaria o mandato de deputado federal para concorrer novamente ao cargo de prefeito de Osasco.A Arena, partido do então prefeito Francisco Rossi, fez grandes investimentos na campanha osasquense e lançou o ex bancário do Brandesco Carlos Fernando Zuppo Franco, primo de Rossi. Franco havia sido nomeado por Rossi presidente da Companhia de Águas e Esgotos do Município de Osasco (CAEMO), da Fundação Instituto Tecnológico de Osasco (FITO) e da Progresso de Osasco S.A (PrOsasco).
A candidatura de Piteri foi homologada pelo senador Franco Montoro durante a convenção do MDB de Osasco em 22 de agosto de 1976. Ao lado de Guaçu, foram homologadas as candidaturas de Reginaldo Valadão e Humberto Parro, como candidatos de sublegenda.
Durante um comício de Piteri em 11 de setembro de 1976 no Jardim Helena Maria, ocorreu um atentado contra o candidato.  Em meio ao publico de mil pessoas, o motorista de caminhão Geraldo Cardim efetuou disparos contra o palanque, sendo detido pelo sargento da Polícia Militar Américo Ferreira. Piteri escapou ileso, embora a campanha tenha se tornado mais tensa, com novas denúncias de atentado e boatos de arenistas sobre a cidade se tornar Área de Segurança Nacional caso Piteri vencesse a eleição. 
Posteriormente familiares e conhecidos de Cardim procuraram a imprensa para dizer que ele estava embriagado e efetuara disparos à esmo, além de pedirem para Piteri interceder por sua soltura. Posteriormente Piteri contratou um advogado para Cardim e relaxou a acusação.
A candidatura de Piteri sofreu outra ameaça quando membros da Arena denunciaram para a justiça eleitoral irregularidades supostamente cometidas por Piteri durante sua gestão na prefeitura de Osasco. Entre as irregularidades denunciadas estavam o gasto de 97 mil cruzeiros na compra de móveis para o gabinete da prefeitura montado na residência oficial do prefeito. 
O caso foi julgado pelo Supremo Tribunal Federal que declarou prescritas as acusações, permitindo a Piteri manter sua campanha.
Em 16 de novembro de 1976, após a realização das eleições em Osasco, a apuração foi realizada no ginásio do clube esportivo Braseixos. Desde o início Piteri liderava a apuração, seguido por Zupo e por Parro. A apuração prosseguiu até o dia 18, quando Piteri foi declarado vencedor às 12h30, antes mesmo das seis últimas urnas terem sido apuradas. Militantes do MDB carregaram Piteri nos braços por quase dois quilômetros até a praça central de Osasco onde o prefeito eleito realizou um comício para mais de cinco mil pessoas.

## Morte
Faleceu em 6 de junho de 2021 em decorrência de um câncer.

## Desempenho em eleições
| Ano  | Eleição                                 | Coligação   | Partido | Candidato a       | Votos  | Resultado             |
| ---- | --------------------------------------- | ----------- | ------- | ----------------- | ------ | --------------------- |
| 1966 | Eleição Municipal de Osasco             | Inexistente | MDB     | Prefeito          |        | Eleito                |
| 1970 | Eleições estaduais em São Paulo em 1970 | Inexistente | MDB     | Deputado estadual | 28.458 | Eleito                |
| 1972 | Eleição Municipal de Osasco             | Inexistente | MDB     | Prefeito          |        | Não Eleito (2º Lugar) |
| 1974 | Eleições estaduais em São Paulo em 1974 | Inexistente | MDB     | Deputado Federal  | 83.542 | Eleito                |
| 1976 | Eleição Municipal de Osasco             | Inexistente | MDB     | Prefeito          | 58.034 | Eleito                |
| 1982 | Eleições estaduais em São Paulo em 1982 | Inexistente | PDT     | Deputado Federal  | 31.835 | Não Eleito            |
| 1986 | Eleições estaduais em São Paulo em 1986 |             | PMDB    | Deputado Federal  |        | Não Eleito            |
| 1990 | Eleições estaduais em São Paulo em 1990 |             | PMDB    | Deputado Federal  |        | Não Eleito            |
| 1992 | Eleição Municipal de Osasco             |             | PMDB    | Prefeito          | 35.465 | Não Eleito 3º lugar   |
| 1994 | Eleições estaduais em São Paulo em 1994 |             | PMDB    | Deputado Estadual |        | Não Eleito            |